# Мія Колуччі
Мія Колуччі — персонаж телесеріалу Буремний шлях.
Дочка бізнесмена Франко Колуччі, її мати Марина померла, коли Мія була ще маленька. Мію турбує лише власна зовнішність, але з часом вона дорослішає і перестає думати лише про себе. Добре вихована, має відмінний смак. Пише вірші до пісень. Добре співає. Ворогує з Мануелем через власну гордість, але кохання перемагає.